# Arhitektura Kijevske Rusije
Srednjeveška država Kijevska Rusija je vključevala dele današnje Ukrajine, Rusije in Belorusije in bila osredotočena na Kijev in Novgorod. Njena arhitektura je najstarejše obdobje ruske arhitekture, s slogom, ki se je hitro uveljavil po sprejetju krščanstva leta 988 in je nanj močno vplivala bizantinska arhitektura.
Po razpadu Kijevske Rusije, ki mu je sledila invazija Mongolov v prvi polovici 13. stoletja, se je arhitekturna tradicija nadaljevala v entitetah Novgorod,  Vladimiro-Suzdalski kneževini,  Gališko-volinski kneževini in sčasoma neposredno vplivala na rusko, ukrajinsko in belorusko arhitekturo.

## Cerkvena arhitektura
Velike cerkve (rusko sobor) Kijevske Rusije, zgrajene po prevzemu krščanstva leta 988, so bile prvi primeri spomeniške arhitekture v vzhodnoslovanskih deželah. Na arhitekturni slog kijevske države, ki se je hitro uveljavila, je močno vplivala bizantinska arhitektura. Zgodnje vzhodne pravoslavne cerkve so bile v glavnem iz lesa, najpreprostejša oblika cerkve pa je postala znana kot celična cerkev. Večje cerkve so pogosto imele številne majhne kupole, zaradi česar so nekateri umetnostni zgodovinarji sklepali, kako naj bi izgledali poganski slovanski templji. Desetinska cerkev iz 10. stoletja v Kijevu je bila prva kultna stavba, narejena iz kamna. Najstarejše kijevske cerkve so bizantinski mojstri postavili in okrasili s freskami in mozaiki.
Drug odličen primer zgodnje cerkve Kijevske Rusije je trinajstkupolna  cerkev svete Sofije v Kijevu (1037–54), ki jo je zgradil Jaroslav Modri. Večina zunanjosti se je s časom spremenila, razširila se je na območje in na koncu pridobila 25 kupol.
Cerkev svete Sofije v Novgorodu (1045–1050) je po drugi strani izrazila nov slog, ki je močno vplival na rusko cerkveno arhitekturo. Njene stroge debele stene, majhna ozka okna in čeladaste kupole imajo veliko skupnega z romansko arhitekturo Zahodne Evrope.
Še nadaljnji odmik od bizantinskih modelov se kaže v naslednjih novgorodkih cerkvah: sv. Nikolaja (1113), sv. Antona (1117–19) in sv. Jurija (1119).
Ob cerkvah je bila pomembna tudi arhitektura samostanov tistega časa.
Med 12. in 13. stoletjem je bilo obdobje fevdalne delitve Kijevske Rusije na kneževine, ki so bile blizu skoraj stalnega fevda, z množenjem cerkev v nastajajočih kneževinah in dvorih lokalnih knezov.
Do konca 12. stoletja je bil razkol države dokončen, nova središča moči pa so prevzela kijevski slog in ga sprejela v svoje tradicije. V severni  Vladimiro-Suzdalski kneževini so bile lokalne cerkve zgrajene iz belega kamna s pomočjo romanskih mojstrov in Friedrika Barbarosse, medtem ko so njegov stenski kip izredno izklesali rokodelski obrtniki iz Gruzije. Suzdalski slog je znan tudi kot arhitektura belega kamna (белокаменное зодчество – belokameno zodstvo). Prva belo-kamnita cerkev je bila cerkev sv. Borisa in Gleba, ki jo je naročil Jurij Dolgoroki, cerkev-trdnjava v Kidekši pri Suzdalu, na domnevnem kraju bivanja knezov Borisa in Gleba na njunem romanju v Kijev. Bele kamnite cerkve označujejo najvišjo točko predmogolske ruske arhitekture. Najpomembnejše cerkve Vladimira so cerkev Marijinega vnebovzetja (zgrajena 1158–60, razširjena 1185–98, freske 1408) in cerkev svetega Dimitrija (zgrajena 1194–97).
V zahodni  Gališko-volinski kneževini so že nekaj časa gradili cerkve v tradicionalnem kijevskem slogu, sčasoma pa se je slog začel usmerjati proti srednjeevropski romanski tradiciji.
Čeprav so slavili te strukture, so jih še bolj navdušile cerkve južne Rusije, zlasti cerkev nadangela Mihaela (Svirskaja) v Smolensku (1191–94). Ker so bile stavbe na jugu porušene ali obnovljene, je obnavljanje v njihovo prvotno stanje postalo sporno med umetnostnimi zgodovinarji. Najbolj se spominja  obnova cerkve Pjatnickaja (1196–99) v Černigovu (sodobni Černigov, Ukrajina), avtorja Petra Baranovskega.

## Posvetna arhitektura
Primerov posvetne arhitekture v Kijevski Rusiji je bilo zelo malo. Zlata vrata v Vladimiru, kljub številnim restavriranjem iz 18. stoletja, bi lahko veljala za avtentičen spomenik iz obdobja pred mongolskimi napadi.
V Kijevu, glavnem mestu države, ni bilo nobenih posvetnih spomenikov, razen kosov zidov in ruševin vrat. Zlata vrata Kijeva so bila skozi leta popolnoma uničena, ostale so le ruševine. V 20. stoletju je bil nad ruševinami postavljen muzej, ki je zrcalna slika vrat v obdobju Kijevske Rusije, vendar ni spomenik iz obdobja.
Eden najboljših primerov, trdnjava Belgorod Kievskii (ukrainsko Білгород-Київський; rusko: Белгород Киевский, Belgorod Kievsky), še vedno leži pod zemljo in čaka na večji izkop. V 1940-ih je arheolog Nikolaj Voronin odkril dobro ohranjene ostanke palače Andreja Bogoljubskega v Bogoljobovu iz leta 1158–65.
- Samostan Spreobrnjenja v Muromu (1096)
- Zlata vrata v Kijevu, v veliki meri obnovljena, c.  1100
- Cerkev sv. Jurija v Jurijevem samostanu pri Velikem Novgorodu  (1119)
- Katolikon iz Antonijevega samostana (1122)
- Perinova kapela pri Velikem Novgorodu (1220s)
- Cerkev sv. Janeza Krstnika (zgrajena leta 1199–1139, prvič omenjena leta 1243)
- Cerkev sv. Petra in sv. Pavla v Smolensku (1146)
- Cerkev Spreobrnjenja v Pereslavlu-Zaleškem (1152)
- Cerkev Kidekša (1152)
- Cerkev Marijinega vnebovzetja, Stara Ladoga (1154–1159)
- Ostanki gradu Bogoljubov (levo) in tempelj Rojstva Blažene Device (desno) (1158)
- Zlata vrata v Vladimirju (1158–1164)
- Cerkev sv. nadangela Mihaela v Smolensku (1180–1197)
- Cerkev Marijinega vnebovzetja, Vladimir (1186–1189)
- Cerkev svetega Dimitrija v Vladimirju (1194–1197)
- Cerkev sv. Jurija, Stara Ladoga (1180–1200)
- Cerkev Marijinega rojstva, Suzdal (1222–1225), fotografija Sergey Prokudin-Gorsky,, 1912